# Беляев, Савва Иванович
Са́вва Ива́нович Беля́ев (1789—1857) — герой Малоярославецкого сражения Отечественной войны 1812 года.

## Биография

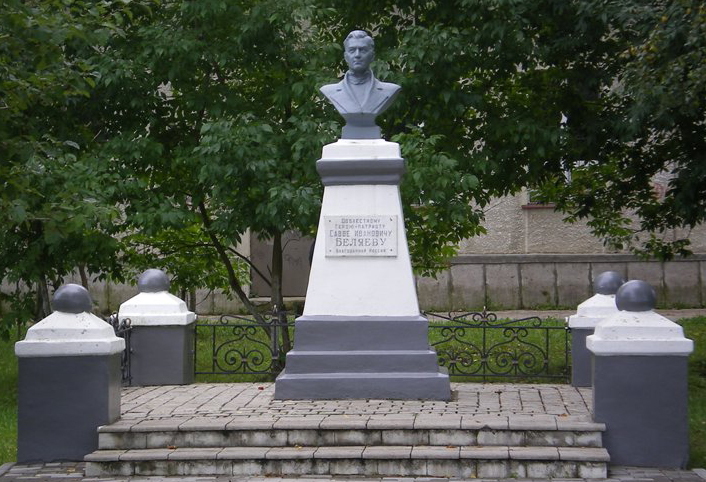
Памятник С. И. Беляеву в Малоярославце

В 1812 году служил повытчиком (секретарем) малоярославецкого нижнего земского суда. Во время Отечественной войны 1812 года, был смотрителем войсковых кордонов и участвовал в сопровождении армейских транспортов с продовольствием. Когда французы взамен сожженого моста хотели навести понтоны через реку, Савва Иванович Беляев решился разобрать плотину у городской мельницы и хлынувшая вода задержала неприятеля.

«…Узнавши о приближении неприятеля, городничий Быковский сжег мост на реке Луже, омывающей город под горою; но начальник французского авангарда, генерал Дельган, подойдя к реке, тотчас же стал наводить понтонный мост. Тогда местному обывателю, почтенному Савве Ивановичу Беляеву пришла светлая мысль задержать врагов затоплением всей низменности, окружающей город, по которой неприятель должен был проходить. Указав на плотину, бывшую у мельницы под горою, С. И. Беляев собрал народ и, одушевляя его своим примером, бросился с горы к плотине и, с помощью народа, быстро разрушил её».— Из журнала «Нива» (1884)
После Малоярославецкого сражения в собственном доме за свой счет содержал раненых русских воинов. За проявленный патриотизм награждён бронзовой медалью «В память Отечественной войны 1812 года».

## Память
В 1884 году генерал-майор в отставке Александр Яковлевич Миркович (ветеран Отечественной войны 1812 года) обратился с письмом в Малоярославецкую думу с предложением поставить памятник С. И. Беляеву. Миркович первым пожертвовал 100 рублей. По всероссийской подписке, за короткий срок, было собрано 14808 рублей 98 коп.
В 1890 году Малоярославецкая Городская дума приняла решение увековечить память героя в виде училища. 1 июня 1894 года городское мужское училище было открыто в торжественной обстановке и ему было присвоено имя С. И. Беляева.
В октябре 1899 года был поставлен памятник — чугунный бюст С. И. Беляева, с надписью: «Доблестному патриоту С. И. Беляеву благодарная Россия». Внизу у пьедестала — венок. Вокруг памятника — чугунная, четырёхгранная ограда на каменном постаменте.

«Поступок Саввы Ивановича, как и многие другие наших отцов в памятную годину бедствий Отечественной войны, долгое время оставался в неизвестности. С. И. Беляев по прежнему, оставался в родном городе и пользовался глубоким уважением своих сограждан. Впоследствии он перешёл на службу в Москву, где и скончался 22-го августа 1857 года и похоронен на Ваганьковском кладбище. Проходили года и подвиг Саввы Ивановича забывался; одни лишь исследователи великой борьбы указывали в своих сочинениях на громадную заслугу Беляева в стратегически-военном отношении. И лишь спустя 71 год после совершившегося события, один из ветеранов 1812 года и участник войны, генерал-майор А. Я. Миркович, решился напомнить соотечественникам о подвиге Саввы Ивановича Беляева. Письмом на имя местного городского головы, А. Я. Миркович предлагал ему испросить Высочайшее соизволение поставить в Мало-Ярославце памятник С. И. Беляеву на той самой площади, с которой, во главе народной толпы, он бросился вниз для выполнения своей мысли. При памятнике предполагается построить военную богадельню имени Беляева,— и с этою целью уже открыта подписка. Заслуга Саввы Ивановича имела значение не частное, а государственное. Ходатайство генерал-майора А. Я. Мирковича было повергнуто Монаршему воззрению и в мае настоящего года (1884) разрешено поставить в Малоярославце памятник С. И. Беляеву».— Из журнала «Нива» (1884)
В честь Беляева названа одна из улиц в Малоярославце.